# Coppa Italia 1958
La Coppa Italia 1958 fu l'11ª edizione della manifestazione calcistica, la prima dopo la lunga pausa del dopoguerra. Iniziò il 7 giugno e si concluse il 4 novembre 1958. Il trofeo fu vinto dalla Lazio, il primo titolo della sua storia.

## Istituzione
La manifestazione fu riproposta dalla Lega Nazionale, sotto l'egida della FIGC, dopo una lunghissima pausa di quindici anni. La Federazione voleva farsi trovare pronta, date le voci dell'imminente creazione di una nuova coppa europea ricalcata esattamente sulla formula della lanciatissima Coppa dei Campioni, ma riservata ai vincitori delle coppe nazionali anziché dei campionati. In realtà però, la disputa dell'edizione del 1958 fu decisa a stagione iniziata per un caso imprevisto: in vista del campionato mondiale 1958, il campionato italiano era stato anticipato sia come inizio, sia come conclusione di tre settimane rispetto agli anni precedenti; l'Italia però non si era nel frattempo qualificata, eliminata a sorpresa dall'Irlanda del Nord nel disastro di Belfast. Dunque, per impegnare le squadre e i giocatori, ma soprattutto per sostenere il Totocalcio e distrarre gli sportivi italiani dal Mondiale di Svezia, fu anticipato di qualche mese il progetto già avviato per il 1958-59, edizione che iniziò quindi quando ancora non erano state terminate le finali di questa edizione.
Al torneo, che ebbe il via immediatamente dopo la conclusione dei campionati, vennero invitate tutte le squadre di Serie A eccetto l'Atalanta, coinvolta in un processo per presunta corruzione, e il Verona, impegnato in uno spareggio contro il Bari; vi era poi l'idea di iscrivere le migliori otto squadre di Serie B - escluso il succitato Bari - e le analoghe di Serie C, se non che l'ex aequo all'ottavo posto della C fra due società, a cui non vi era tempo di porre rimedio con uno spareggio, consigliò in alternativa l'iscrizione del Prato, decimo in B.

## Formula

La coccarda tricolore istituita per i vincitori del torneo.

Onde prorogare la prima fase della coppa durante tutta la durata del Mondiale, abbandonata la formula dell'eliminazione diretta, le trentadue squadre furono raggruppate in otto gironi all'italiana da quattro squadre su criteri di prossimità geografica, con sfide di andata e ritorno: i numerosi derby che ne risultarono, appositamente voluti dalla Lega, avrebbero dovuto essere il miglior viatico per ridare subito interesse e pubblico alla competizione. Nonostante ciò però, neanche la regola speciale che permise tesseramenti provvisori durante la fase a gironi sortì il risultato sperato: gli incassi furono molto deludenti, col primato negativo del derby di Milano che raccolse solo ottomila appassionati.
Le otto vincitrici andarono quindi in vacanza e dopo l'estate si ritrovarono per la fase finale disputata in gare secche, con la Lazio che sfruttò al meglio il vantaggio casalingo derivato dal regolamento della Lega che, nell'intento di risollevare l'interesse del pubblico, disponeva che le gare si svolgessero negli impianti più capienti e quindi capaci di generare maggiori incassi. Fu quindi allo Stadio Olimpico di Roma che i biancocelesti, il 24 settembre, riuscirono ad aggiudicarsi la coppa contro la Fiorentina, ponendo il loro primo trofeo ufficiale in bacheca.
Quest'edizione della manifestazione segnò anche il debutto della coccarda tricolore, segno distintivo che – similmente a quanto già accadeva con lo scudetto – da allora identifica la formazione vincitrice della Coppa Italia. Col loro primo successo, i biancocelesti diventarono così anche la prima squadra a potersi fregiare sulle proprie maglie di tale distintivo. Si noti infine come, curiosamente, anche le società eliminate continuavano in quest'edizione a disputare turni di consolazione, venendo così a creare una classifica alternativa a quella del campionato. Nelle gare della fase finale, in cui si potevano schierare solo propri tesserati, fu introdotta sperimentalmente una regola di cui si stava largamente dibattendo a livello internazionale: quella dei tiri di rigore dopo i supplementari.

## Risultati

### Fase a gironi
La fase a gironi, disputata in coda alla stagione sportiva 1957-1958, sostituì i sedicesimi e gli ottavi di finale. Le vincitrici dei gironi si qualificavano sia ai quarti di finale di questa edizione, sia agli ottavi di finale della successiva.

#### Girone A
| Squadra         | P.ti | G | V | N | P | GF | GS | DR  |
| --------------- | ---- | - | - | - | - | -- | -- | --- |
| 1. Juventus     | 11   | 6 | 5 | 1 | 0 | 16 | 6  | +10 |
| 2. Torino       | 7    | 6 | 3 | 1 | 2 | 13 | 6  | +7  |
| 3. Biellese     | 3    | 6 | 1 | 1 | 4 | 9  | 14 | -5  |
| 3. Pro Vercelli | 3    | 6 | 1 | 1 | 4 | 4  | 16 | -12 |

| Arbitro: | Boati (Milano) |

|                       |           |                |
| Ciocchetti 52’ (rig.) | Marcatori | 59’ Stivanello |

| Arbitro: | Butti (Como) |

|            |           |           |
| Crippa 25’ | Marcatori | 11’ Vizia |

| Arbitro: | Basciu (Genova) |

|                                 |           |  |
| Petris 13’, 34’, 79’ Crippa 82’ | Marcatori |  |

| Arbitro: | Grignani (Milano) |

|                                 |           |                                              |
| Vizia 50’ Francescon 52’ (rig.) | Marcatori | 22’, 72’ Sívori 28’ Voltolina 46’ Stivanello |

| Arbitro: | Righi (Milano) |

|                                  |           |  |
| Stacchini 68’ Montico 89’ (rig.) | Marcatori |  |

| Arbitro: | Gay (Asti) |

|             |           |  |
| Bolzoni 57’ | Marcatori |  |

| Arbitro: | Ubezio (Novara) |

|           |           |                               |
| Vizia 32’ | Marcatori | 19’, 51’ Arce 45’, 77’ Petris |

| Arbitro: | Cerutti (Legnano) |

|                                        |           |              |
| Sívori 16’, 75’ Charles 61’ Nicolè 77’ | Marcatori | 80’ Pensotti |

| Arbitro: | Guidi (Brescia) |

|                             |           |              |
| Sartore 15’ Sívori 60’, 61’ | Marcatori | 90’ Piccioni |

| Arbitro: | Butti (Como) |

|  |           |                            |
|  | Marcatori | 34’ Crippa 57’, 62’ Petris |

| Arbitro: | Orlandi (Torino) |

|                                    |           |                       |
| Piccioni 7’, 21’, 53’ Angelini 23’ | Marcatori | 56’ Giuseppe Dappiano |

| Arbitro: | Liverani (Torino) |

|            |           |                                  |
| Petris 23’ | Marcatori | 46’ Boniperti 84’ (rig.) Montico |

#### Girone B
| Squadra        | P.ti | G | V | N | P | GF | GS | DR  |
| -------------- | ---- | - | - | - | - | -- | -- | --- |
| 1. Sampdoria   | 10   | 6 | 5 | 0 | 1 | 17 | 6  | +11 |
| 2. Genoa       | 9    | 6 | 4 | 1 | 1 | 16 | 8  | +8  |
| 3. Alessandria | 3    | 6 | 1 | 1 | 4 | 11 | 15 | -4  |
| 4. Vigevano    | 2    | 6 | 1 | 0 | 5 | 9  | 24 | -15 |

| Arbitro: | Mori (Cremona) |

|            |           |           |
| Parodi 47’ | Marcatori | 36’ Corso |

| Arbitro: | De Magistris (Torino) |

|                                                |           |  |
| Tortul 29’ Recagno 36’ Mora 48’, 80’ Meroi 59’ | Marcatori |  |

| Arbitro: | Menchini (Udine) |

|                            |           |                                   |
| Campanini 17’ Bozzetti 55’ | Marcatori | 18’ Firotto 52’ Barison 89’ Corso |

| Arbitro: | Perego (Milano) |

|                         |           |            |
| Recagno 28’ Grabesu 37’ | Marcatori | 84’ Tacchi |

| Arbitro: | Basciu (Genova) |

|                                               |           |  |
| Vonlanthen 27’, 74’ Parodi 34’, 45’, 51’, 58’ | Marcatori |  |

| Arbitro: | Maurelli (Roma) |

|             |           |                           |
| Barison 83’ | Marcatori | 51’, 57’ Conti 76’ Tortul |

| Arbitro: | Butti (Como) |

|                                           |           |  |
| Barison 3’, 72’ Firotto 25’ Dal Monte 79’ | Marcatori |  |

| Arbitro: | Bonetto (Torino) |

|  |           |                                        |
|  | Marcatori | 25’ Tortul 34’ Bolzoni 74’, 87’ Toschi |

| Arbitro: | Butti (Como) |

|                       |           |                              |
| Oldani 57’ Parodi 73’ | Marcatori | 38’, 64’ Toschi 67’ Marocchi |

| Arbitro: | Vanni (Pisa) |

|                                                             |           |                          |
| Firotto 8’, 30’ Barison 11’ Frignani 46’ Carlini 84’ (rig.) | Marcatori | 58’ Negri 67’ Ambrosetti |

| Arbitro: | Rebuffo (Milano) |

|  |           |                         |
|  | Marcatori | 10’ Firotto 51’ Barison |

| Arbitro: | Ascari (Modena) |

|                                                      |           |                          |
| Parma 16’ Ambrosetti 30’ Canavesi 42’, 80’ Negri 55’ | Marcatori | 40’ (aut.) Scaccabarozzi |

#### Girone C
| Squadra             | P.ti | G | V | N | P | GF | GS | DR  |
| ------------------- | ---- | - | - | - | - | -- | -- | --- |
| 1. Milan            | 11   | 6 | 5 | 1 | 0 | 18 | 5  | +13 |
| 2. Inter            | 7    | 6 | 3 | 1 | 2 | 14 | 9  | +5  |
| 3. Simmenthal-Monza | 4    | 6 | 2 | 0 | 4 | 11 | 11 | 0   |
| 4. Como             | 2    | 6 | 1 | 0 | 5 | 3  | 21 | -18 |

| Arbitro: | Ubezio (Novara) |

|             |           |                                    |
| Lorenzi 88’ | Marcatori | 28’, 65’, 86’ Carminati 57’ Borghi |

| Arbitro: | Gambarotta (Genova) |

|  |           |                                                       |
|  | Marcatori | 19’ Grillo 24’ Schiaffino 27’ Fontana 29’, 55’ Danova |

| Arbitro: | Bonetto (Torino) |

|                                       |           |                         |
| Cucchiaroni 27’ Danova 46’ Grillo 86’ | Marcatori | 37’ Savioni 58’ Tinazzi |

| Arbitro: | Carbonelli (Brescia) |

|                                |           |  |
| Borghi 35’, 62’, 82’ Costa 77’ | Marcatori |  |

| Arbitro: | De Magistris (Torino) |

|                                                    |           |  |
| Massei 53’ Guglielmoni 56’ Tinazzi 66’ (rig.), 84’ | Marcatori |  |

| Arbitro: | Liverani (Torino) |

|               |           |                                                 |
| Fraschini 36’ | Marcatori | 10’ Galli 37’ Bredesen 55’ Bacci 57’ Schiaffino |

| Arbitro: | Baldassarre (Udine) |

|                                      |           |             |
| Galli 15’ (rig.), 59’, 63’ Bacci 60’ | Marcatori | 21’ Baldini |

| Arbitro: | Gambarotta (Genova) |

|                    |           |                                                 |
| Maestri 67’ (rig.) | Marcatori | 9’ Guglielmoni 19’ Tinazzi 50’ (aut.) Carminati |

| Arbitro: | Marchetti (Milano) |

|                        |           |               |
| Governato 7’ Villa 88’ | Marcatori | 81’ Fraschini |

| Arbitro: | Angelini (Firenze) |

|            |           |            |
| Massei 61’ | Marcatori | 13’ Danova |

| Arbitro: | Babini (Ravenna) |

|           |           |  |
| Galli 60’ | Marcatori |  |

| Arbitro: | Gazzano (Genova) |

|  |           |                                     |
|  | Marcatori | 52’ Lorenzi 83’ Corso 90’ Barbolini |

#### Girone D
| Squadra              | P.ti | G | V | N | P | GF | GS | DR |
| -------------------- | ---- | - | - | - | - | -- | -- | -- |
| 1. Padova            | 8    | 6 | 4 | 0 | 2 | 13 | 9  | +4 |
| 2. Lanerossi Vicenza | 6    | 6 | 2 | 2 | 2 | 5  | 4  | +1 |
| 2. Brescia           | 6    | 6 | 2 | 2 | 2 | 6  | 10 | -4 |
| 4. Venezia           | 4    | 6 | 1 | 2 | 3 | 9  | 10 | -1 |

| Arbitro: | De Marchi (Pordenone) |

|                       |           |                  |
| Bersellini 54’ (rig.) | Marcatori | 29’ Valentinuzzi |

| Arbitro: | Marangio (Roma) |

|                                                  |           |                                        |
| Chiumento 5’, 81’ Brighenti 14’, 69’ Novello 55’ | Marcatori | 4’, 26’ Canella 29’ (aut.) Scagnellato |

| Arbitro: | Baldassarre (Udine) |

|                                           |           |  |
| Calegari 17’ Canella 54’, 57’ Cicogna 64’ | Marcatori |  |

| Arbitro: | Rebuffo (Milano) |

|                    |           |               |
| De Marchi 58’, 86’ | Marcatori | 88’ Brighenti |

| Arbitro: | Ubezio (Novara) |

|                     |           |          |
| Favini 40’ Nova 85’ | Marcatori | 90’ Moro |

| Vicenza 22 giugno 1958, ore 17:30 CET 3ª giornata | Lanerossi Vicenza | 0 – 0 referto | Venezia | Stadio Romeo Menti\| Arbitro: \| Mori (Cremona) \| |
| Arbitro:                                          | Mori (Cremona)    |               |         |                                                    |

| Arbitro: | De Marchi (Pordenone) |

|           |           |                             |
| Rossi 38’ | Marcatori | 37’ Bertoni 80’ (rig.) Moro |

| Arbitro: | Babini (Ravenna) |

|  |           |          |
|  | Marcatori | 57’ Nova |

| Arbitro: | Gambarotta (Genova) |

|               |           |             |
| Bertolini 12’ | Marcatori | 9’ Calegari |

| Arbitro: | Liverani (Torino) |

|               |           |  |
| Brighenti 57’ | Marcatori |  |

| Arbitro: | Maurelli (Roma) |

|                                    |           |           |
| Brighenti 20’, 80’ Moro 65’ (rig.) | Marcatori | 9’ Favini |

| Arbitro: | Samani (Trieste) |

|  |           |              |
|  | Marcatori | 4’, 46’ Lora |

#### Girone E
| Squadra              | P.ti | G | V | N | P | GF | GS | DR  |
| -------------------- | ---- | - | - | - | - | -- | -- | --- |
| 1. Marzotto Valdagno | 10   | 6 | 5 | 0 | 1 | 12 | 5  | +7  |
| 2. Triestina         | 7    | 6 | 3 | 1 | 2 | 10 | 8  | +2  |
| 3. Udinese           | 5    | 6 | 2 | 1 | 3 | 7  | 6  | +1  |
| 4. Sarom Ravenna     | 2    | 6 | 1 | 0 | 5 | 6  | 16 | -10 |

| Arbitro: | Guidi (Brescia) |

|                                         |           |             |
| Olivieri 14’, 76’ Milani 35’ Trinca 86’ | Marcatori | 38’ Magheri |

| Arbitro: | Adami (Roma) |

|              |           |                    |
| Biagioli 63’ | Marcatori | 43’, 60’ Pentrelli |

| Arbitro: | Maghernino (Foggia) |

|           |           |  |
| Rossi 51’ | Marcatori |  |

| Arbitro: | Boati (Milano) |

|           |           |                                        |
| Attili 1’ | Marcatori | 14’ (aut.) Petagna 26’ (rig.) Biagioli |

| Arbitro: | Menchini (Udine) |

|                             |           |                        |
| Biagioli 33’ Mosca 35’, 75’ | Marcatori | 26’ Meanti 37’ Marconi |

| Arbitro: | Jonni (Macerata) |

|                     |           |                             |
| Milani 60’ Puia 83’ | Marcatori | 43’ Fontanesi 56’ Giacomini |

| Arbitro: | Moriconi (Roma) |

|           |           |                   |
| Rossi 70’ | Marcatori | 48’, 66’ Clemente |

| Arbitro: | Perego (Milano) |

|  |           |               |
|  | Marcatori | 36’ Mirabelli |

| Arbitro: | Righi (Milano) |

|                        |           |  |
| Mosca 26’ Biagioli 29’ | Marcatori |  |

| Arbitro: | Carbonelli (Brescia) |

|                                         |           |           |
| Lama 11’ (aut.) Minto 16’ Fontanesi 64’ | Marcatori | 24’ Rossi |

| Arbitro: | Leita (Udine) |

|  |           |                                                 |
|  | Marcatori | 30’ Sacchiero 41’ Orio 58’ Rumignani 67’ Parise |

| Arbitro: | Roversi (Bologna) |

|  |           |            |
|  | Marcatori | 13’ Trinca |

#### Girone F
| Squadra         | P.ti | G | V | N | P | GF | GS | DR  |
| --------------- | ---- | - | - | - | - | -- | -- | --- |
| 1. Bologna      | 9    | 6 | 4 | 1 | 1 | 14 | 11 | +3  |
| 2. Reggiana     | 8    | 6 | 3 | 2 | 1 | 11 | 8  | +3  |
| 3. SPAL         | 6    | 6 | 3 | 0 | 3 | 19 | 13 | +6  |
| 4. Zenit Modena | 1    | 6 | 0 | 1 | 5 | 6  | 18 | -12 |

| Arbitro: | Genel (Trieste) |

|                              |           |  |
| Bonafin 5’, 39’ Pascutti 61’ | Marcatori |  |

| Arbitro: | Angelini (Firenze) |

|  |           |                                                         |
|  | Marcatori | Mangiarotti 15’ Macor 25’, 54’, 67’ Sorio 32’ Fermi 71’ |

| Arbitro: | Cerutti (Legnano) |

|                       |           |  |
| Catalani 6’ Perli 53’ | Marcatori |  |

| Arbitro: | Rigato (Mestre) |

|                       |           |           |
| Bonafin 26’ Fogli 76’ | Marcatori | 25’ Sorio |

| Arbitro: | Butti (Como) |

|                                                  |           |                                            |
| Bonafin 20’, 55’ Fogli 32’ (rig.) Cervellati 81’ | Marcatori | 50’ Fogliani 67’ Campagnoli 69’ Pandolfini |

| Arbitro: | De Marchi (Pordenone) |

|                      |           |                                 |
| Sorio 22’ Prenna 87’ | Marcatori | 12’, 73’ Perli 47’ (aut.) Villa |

| Reggio Emilia 29 giugno 1958, ore 21:30 CET 4ª giornata | Reggiana         | 0 – 0 referto | Bologna | Stadio Mirabello\| Arbitro: \| Rebuffo (Milano) \| |
| Arbitro:                                                | Rebuffo (Milano) |               |         |                                                    |

| Arbitro: | Carbonelli (Brescia) |

|                |           |              |
| Sorio 13’, 59’ | Marcatori | 22’ Fogliani |

| Arbitro: | Moriconi (Roma) |

|                                                                 |           |                        |
| Malatrasi 6’ Oltramari 11’, 47’ Macor 55’ Sorio 58’, 67’ (rig.) | Marcatori | 18’ Pascutti 76’ Fogli |

| Arbitro: | Mori (Cremona) |

|                |           |                    |
| Pandolfini 58’ | Marcatori | 60’ (rig.) Gardoni |

| Arbitro: | Marangio (Roma) |

|                                        |           |                               |
| Perli 26’, 88’ Rao 35’ Latini 51’, 78’ | Marcatori | 60’ Mangiarotti 86’ Oltramari |

| Arbitro: | Bartolomei (Roma) |

|                       |           |                              |
| Campagnoli 38’ (rig.) | Marcatori | 23’, 53’ Pascutti 79’ Randon |

#### Girone G
| Squadra       | P.ti | G | V | N | P | GF | GS | DR  |
| ------------- | ---- | - | - | - | - | -- | -- | --- |
| 1. Fiorentina | 12   | 6 | 6 | 0 | 0 | 18 | 3  | +15 |
| 2. Siena      | 6    | 6 | 3 | 0 | 3 | 8  | 9  | -1  |
| 3. Prato      | 4    | 6 | 2 | 0 | 4 | 8  | 11 | -3  |
| 4. Carbosarda | 2    | 6 | 1 | 0 | 5 | 5  | 16 | -11 |

| Arbitro: | Babini (Ravenna) |

|                                                 |           |  |
| Savigni 5’ (aut.) Montuori 19’ Virgili 57’, 70’ | Marcatori |  |

| Arbitro: | Caputo (Napoli) |

|                                          |           |                            |
| Bellotti 26’ Fracassetti 37’ Ruggeri 84’ | Marcatori | 44’ Targioni 61’ Corradino |

| Arbitro: | De Robbio (Torre Annunziata) |

|                         |           |             |
| Turotti 42’ Busetto 47’ | Marcatori | 54’ Loranzi |

| Arbitro: | Bartolomei (Roma) |

|            |           |  |
| Virgili 8’ | Marcatori |  |

| Arbitro: | Marchetti (Milano) |

|  |           |             |
|  | Marcatori | 8’ Lojacono |

| Arbitro: | Bartolomei (Roma) |

|                         |           |  |
| De Rossi 74’ Donino 80’ | Marcatori |  |

| Arbitro: | Adami (Roma) |

|                         |           |                                        |
| Turotti 40’ Savigni 66’ | Marcatori | 5’ Segato 13’, 87’ Rozzoni 56’ Moretti |

| Arbitro: | Zaza (Molfetta) |

|                 |           |  |
| Moradei 3’, 39’ | Marcatori |  |

| Arbitro: | Tavolini (Ferrara) |

|                                |           |              |
| Bernardis 52’, 71’ Moradei 67’ | Marcatori | 30’ Brognoli |

| Arbitro: | Grillo (Napoli) |

|                      |           |                                                 |
| Pedemonte 88’ (rig.) | Marcatori | 10’ Segato 35’ Rozzoni 44’ Montuori 80’ Virgili |

| Arbitro: | Smorto (Reggio Calabria) |

|                                                  |           |  |
| Lojacono 12’ Segato 31’ Rozzoni 39’ Montuori 67’ | Marcatori |  |

| Arbitro: | Cariani (Roma) |

|  |           |                                  |
|  | Marcatori | 30’ Paoloni 56’ (rig.) Orlandoni |

#### Girone H
| Squadra    | P.ti | G | V | N | P | GF | GS | DR  |
| ---------- | ---- | - | - | - | - | -- | -- | --- |
| 1. Lazio   | 10   | 6 | 4 | 2 | 0 | 18 | 7  | +11 |
| 2. Roma    | 7    | 6 | 3 | 1 | 2 | 10 | 8  | +2  |
| 3. Palermo | 5    | 6 | 2 | 1 | 3 | 13 | 15 | -2  |
| 4. Napoli  | 2    | 6 | 1 | 0 | 5 | 7  | 18 | -11 |

| Arbitro: | Grillo (Napoli) |

|                                                     |           |              |
| Burini 11’ (rig.) Tozzi 28’, 42’, 57’ Napoleoni 54’ | Marcatori | 75’ Vernazza |

| Arbitro: | Annoscia (Bari) |

|  |           |                            |
|  | Marcatori | 57’ Menegotti 89’ Morbello |

| Arbitro: | Lo Bello (Siracusa) |

|                           |           |                    |
| Tozzi 15’, 31’ Tagnin 46’ | Marcatori | 80’ (aut.) Colombo |

| Arbitro: | Marchese (Frattamaggiore) |

|                                 |           |                           |
| Marchetto 21’, 59’ Malavasi 62’ | Marcatori | 72’ Morbello 87’ da Costa |

| Arbitro: | Marangio (Roma) |

|                                          |           |                          |
| Novelli 4’, 81’ Comaschi 41’ Brugola 56’ | Marcatori | 69’ Benedetti 74’ Sandri |

| Arbitro: | Annoscia (Bari) |

|                         |           |                             |
| da Costa 21’ Secchi 58’ | Marcatori | 10’, 47’ Tozzi 69’ Bizzarri |

| Arbitro: | Famulari (Messina) |

|                          |           |              |
| Orlando 80’ da Costa 82’ | Marcatori | 85’ Molinari |

| Arbitro: | Angelini (Firenze) |

|                          |           |                      |
| Checchi 12’ Malavasi 22’ | Marcatori | 14’ Tozzi 36’ Burini |

| Arbitro: | Lo Bello (Siracusa) |

|  |           |                                                |
|  | Marcatori | 13’ (rig.), 42’ Burini 18’ Pozzan 59’ Bizzarri |

| Arbitro: | De Robbio (Torre Annunziata) |

|            |           |  |
| Secchi 71’ | Marcatori |  |

| Arbitro: | Marchese (Frattamaggiore) |

|           |           |              |
| Tozzi 32’ | Marcatori | 48’ da Costa |

| Arbitro: | Cataldo (Reggio Calabria) |

|                                                           |           |               |
| Azzali 17’ Gomez 47’ Malavasi 57’ Biagini 61’ Lonardi 80’ | Marcatori | 15’ Gasparini |

### Quarti di finale
Il regolamento della fase finale approvato dalla Lega, prevedeva tre turni ad eliminazione secca, con gare di consolazione per le eliminate. Venne confermato l'esperimento dei calci di rigore dopo i tempi supplementari, e ancor più innovativa fu la possibilità di procedere ai cambi: illimitata per i portieri, per quanto riguarda i giocatori di movimento fu permessa per un solo calciatore entro l'intervallo. Il parco giocatori fu quello della stagione sportiva 1958-1959, senza più possibilità di deroghe, mentre venne deliberato l'uso dello stadio più capiente per la disputa delle gare.
| Arbitro: | Bonetto (Torino) |

|                         |           |                                     |
| Altafini 40’ Danova 56’ | Marcatori | 24’ Vukas 48’, 81’ Perani 67’ Fogli |

| Arbitro: | Marchese (Frattamaggiore) |

|                         |           |             |
| Fumagalli 13’ Tozzi 32’ | Marcatori | 23’ Rovatti |

| Arbitro: | Rebuffo (Milano) |

|                       |           |            |
| Hamrin 29’ Petris 30’ | Marcatori | 5’ Mariani |

| Arbitro: | Moriconi (Roma) |

|                         |           |                                                     |
| Recagno 14’ Bolzoni 75’ | Marcatori | 40’ (rig.) Emoli 58’ Sívori 114’ (aut.) Bergamaschi |

#### Tabella riassuntiva
| Squadra 1  | Risultato   | Squadra 2         |
| ---------- | ----------- | ----------------- |
| Milan      | 2 - 4       | Bologna           |
| Lazio      | 2 - 1       | Marzotto Valdagno |
| Fiorentina | 2 - 1       | Padova            |
| Sampdoria  | 2 - 3 (dts) | Juventus          |

### Semifinali
Le semifinali furono disputate in contemporanea col terzo turno preliminare dell'edizione successiva, come i quarti erano stati abbinati al secondo.
| Arbitro: | Liverani (Torino) |

|                                         |           |                           |
| Montuori 21’ Petris 22’ Hamrin 75’, 90’ | Marcatori | 23’ Pivatelli 88’ Maschio |

| Arbitro: | Lo Bello (Siracusa) |

|                         |           |  |
| Tozzi 55’ Fumagalli 75’ | Marcatori |  |

#### Tabella riassuntiva
| Squadra 1  | Risultato | Squadra 2 |
| ---------- | --------- | --------- |
| Fiorentina | 4 - 2     | Bologna   |
| Lazio      | 2 - 0     | Juventus  |

### Gare di consolazione
- Semifinali 5º-8º posto, 13 e 14 settembre 1958

| Arbitro: | Angelini (Firenze) |

|                                                                         |           |           |
| Danova 5’, 41’ Grillo 19’ Altafini 32’, 38’, 61’ Occhetta 43’ Galli 56’ | Marcatori | 53’ Luosi |

| Arbitro: | Boati (Milano) |

|                                                                                  |           |  |
| Recagno 9’ Milani 12’, 16’, 31’, 83’ Bolzoni 51’, 62’ Ocwirk 81’ Cucchiaroni 88’ | Marcatori |  |

#### Tabella riassuntiva
| Squadra 1 | Risultato | Squadra 2         |
| --------- | --------- | ----------------- |
| Milan     | 8 - 1     | Padova            |
| Sampdoria | 9 - 0     | Marzotto Valdagno |

- Finale 7º-8º posto, 8 ottobre 1958

| Arbitro: | Boati (Milano) |

|                       |                      |                  |
| Boscolo 25’ Luosi 67’ | Marcatori            | 32’, 47’ Novello |
| Moro Luosi            | Tiri di rigore 4 – 5 | Galvanin         |

| Squadra 1 | Risultato       | Squadra 2         |
| --------- | --------------- | ----------------- |
| Padova    | 2 - 2 (4-5 dcr) | Marzotto Valdagno |

- Finale 5º-6º posto, 4 novembre 1958

| Arbitro: | De Magistris (Torino) |

|  |           |          |
|  | Marcatori | 55’ Mora |

| Squadra 1 | Risultato | Squadra 2 |
| --------- | --------- | --------- |
| Milan     | 0 - 1     | Sampdoria |

- Finale 3º-4º posto, 15 ottobre 1958

| Arbitro: | Gambarotta (Genova) |

|                                   |                      |                                      |
| Sívori 50’ (rig.), 97’ Nicolè 65’ | Marcatori            | 25’ Pivatelli 44’ Perani 98’ Bonafin |
| Sívori Voltolina                  | Tiri di rigore 4 – 4 | Bodi                                 |

Terzo posto al Bologna per sorteggio.(lancio della monetina)
| Squadra 1 | Risultato       | Squadra 2 |
| --------- | --------------- | --------- |
| Juventus  | 3 - 3 (4-4 dcr) | Bologna   |

### Finale
La finale fu disputata, di comune accordo fra le società interessate, nel giorno di mercoledì 24 settembre 1958. Il campo designato fu lo Stadio Olimpico di Roma, impianto di casa della Lazio, sempre in ossequio alla regola dei più grandi impianti in funzione dei maggiori incassi.
| Arbitro: | Marchese (Frattamaggiore) |

| |            | |
| Prini 30’ | Marcatori  | |
| · Roberto Lovati · Nicola Lo Buono · Francesco Janich · 27’ Franco Carradori · Umberto Pinardi · Ugo Pozzan · Claudio Bizzarri · Carlo Tagnin · Humberto Tozzi · Egidio Fumagalli · Maurilio Prini | Formazioni | · Giuliano Sarti · Enzo Robotti · Sergio Castelletti · Giuseppe Chiappella · Sergio Cervato · Armando Segato · Kurt Hamrin · Francisco Lojacono 27’ · Miguel Montuori · Guido Gratton · Paolo Morosi |
| Fulvio Bernardini | Allenatori | Lajos Czeizler |

#### Tabella riassuntiva
| Squadra 1 | Risultato | Squadra 2  |
| --------- | --------- | ---------- |
| Lazio     | 1 - 0     | Fiorentina |

### Classifica finale
|  | Pos. | Squadra           | Pt | G | V | N | P | GF | GS | QR   |
|  | ---- | ----------------- | -- | - | - | - | - | -- | -- | ---- |
|  | 1.   | Lazio             | 16 | 9 | 7 | 2 | 0 | 23 | 7  | 3,29 |
|  | 2.   | Fiorentina        | 16 | 9 | 8 | 0 | 1 | 24 | 7  | 3,43 |
|  | 3.   | Bologna           | 12 | 9 | 5 | 2 | 2 | 23 | 20 | 1,15 |
|  | 4.   | Juventus          | 14 | 9 | 6 | 2 | 1 | 22 | 13 | 1,69 |
|  | 5.   | Sampdoria         | 14 | 9 | 7 | 0 | 2 | 29 | 9  | 3,22 |
|  | 6.   | Milan             | 13 | 9 | 6 | 1 | 2 | 28 | 11 | 2,55 |
|  | 7.   | Marzotto Valdagno | 11 | 9 | 5 | 1 | 3 | 15 | 18 | 0,83 |
|  | 8.   | Padova            | 9  | 9 | 4 | 1 | 4 | 17 | 21 | 0,81 |